# Bouda u Bílého Labe
Bouda u Bílého Labe je horská bouda na soutoku Bílého Labe a Čertovy strouhy v údolí Bílého Labe v Krkonoších s restaurací. Nachází se v Krkonošském národním parku asi 4 kilometry severoseverovýchodně od Špindlerova Mlýna v nadmořské výšce 1 000 m n. m.. Z hlediska územního členění leží v Královéhradeckém kraji, okres Trutnov, na katastrálním území Špindlerova Mlýna. Ubytovací kapacita je 55 osob a k dispozici je 14 dvoulůžkových, 4 třílůžkové a 4 čtyřlůžkové pokoje.

## Dostupnost
Na jízdním kole přístup je možný po cyklotrase č. K16
Pěší přístup je možný po turistických trasách:
- po  modré Weberově cestě od Luční boudy.
- po  modré Weberově cestě ze Špindlerova Mlýna, která je shodná s cyklotrasou K16 a trasou pro vozíčkáře.
- po  žluté Hofmance od Erlebachovy boudy.
- po  žluté Dřevařské cestě ze Špindlerova Mlýna, která je shodná s cyklotrasou K16.

Nedaleko boudy začíná  naučná stezka Čertův důl.